# L'ordine del sole nero
L'ordine del Sole Nero (Black Order) è il quarto romanzo di James Rollins pubblicato in Italia, l'ottavo negli Stati Uniti; è il terzo libro della serie sulla Sigma Force.

## Trama
Grayson Pierce, agente segreto della Sigma Force, fantomatica agenzia segreta del Governo degli Stati Uniti, è stato mandato a Copenaghen per seguire un'asta di libri antichi, che pare aver suscitato l'interesse di alcune organizzazioni terroristiche. Sembra una missione di routine, ma, quando un gruppo di sicari uccide la proprietaria di uno dei pezzi più importanti dell'asta - la Bibbia appartenuta alla famiglia Darwin -, Gray intuisce che quel libro non è un semplice oggetto di antiquariato, ma la chiave di uno dei segreti più spaventosi dei nazisti. Spetterà a lui, insieme al suo superiore, Painter Crowe, ed alla dottoressa Lisa Cummings, smascherare un'organizzazione neonazista.

## Edizioni
- James Rollins, L'Ordine del Sole Nero, traduzione di Paolo Scopacasa, Editrice Nord, 2007,  p. 487, ISBN 978-88-429-1416-7.